# Bergbauwanderweg Wattenscheid

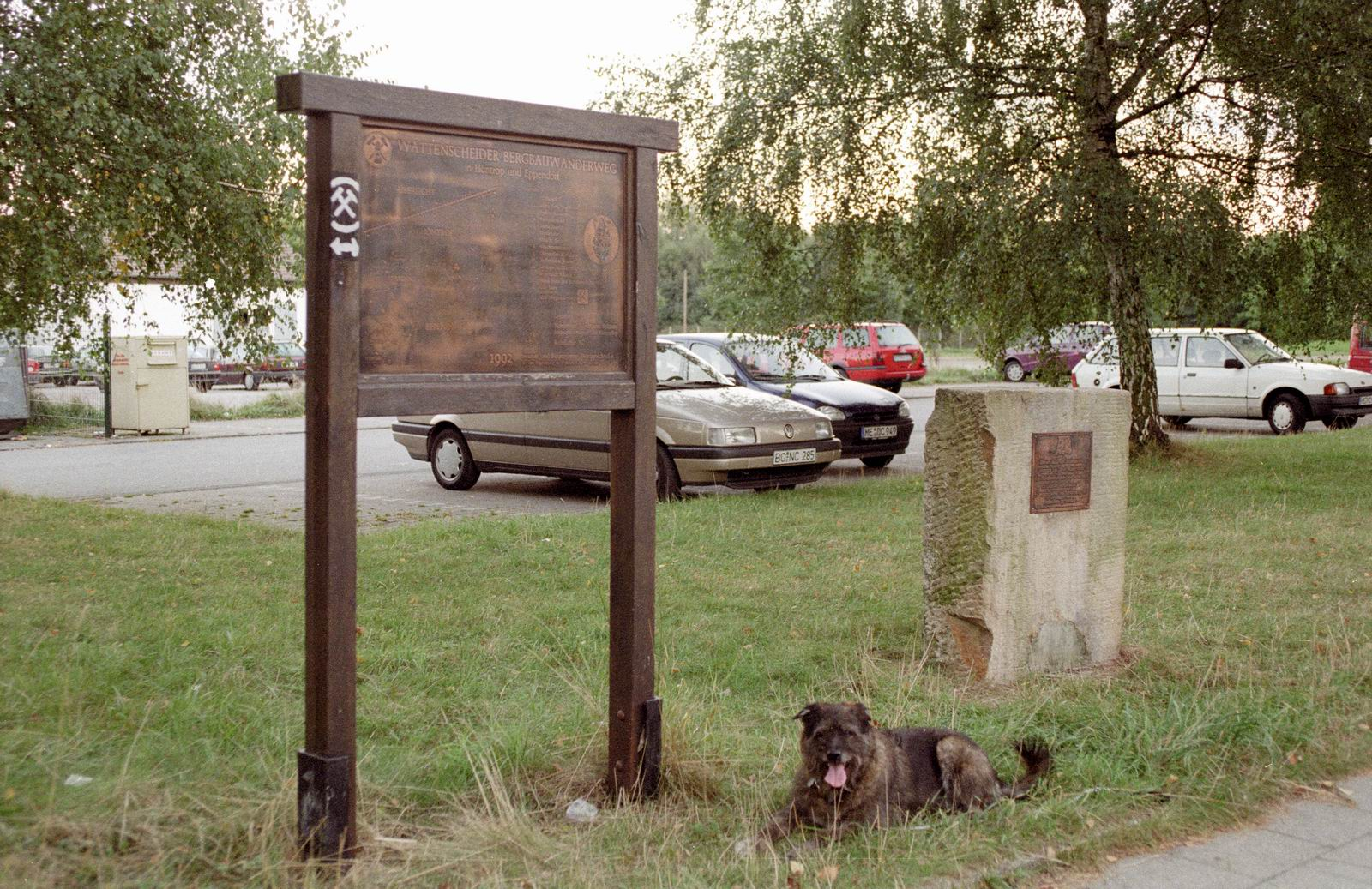
Alte Übersichtstafel am Startpunkt, 1999

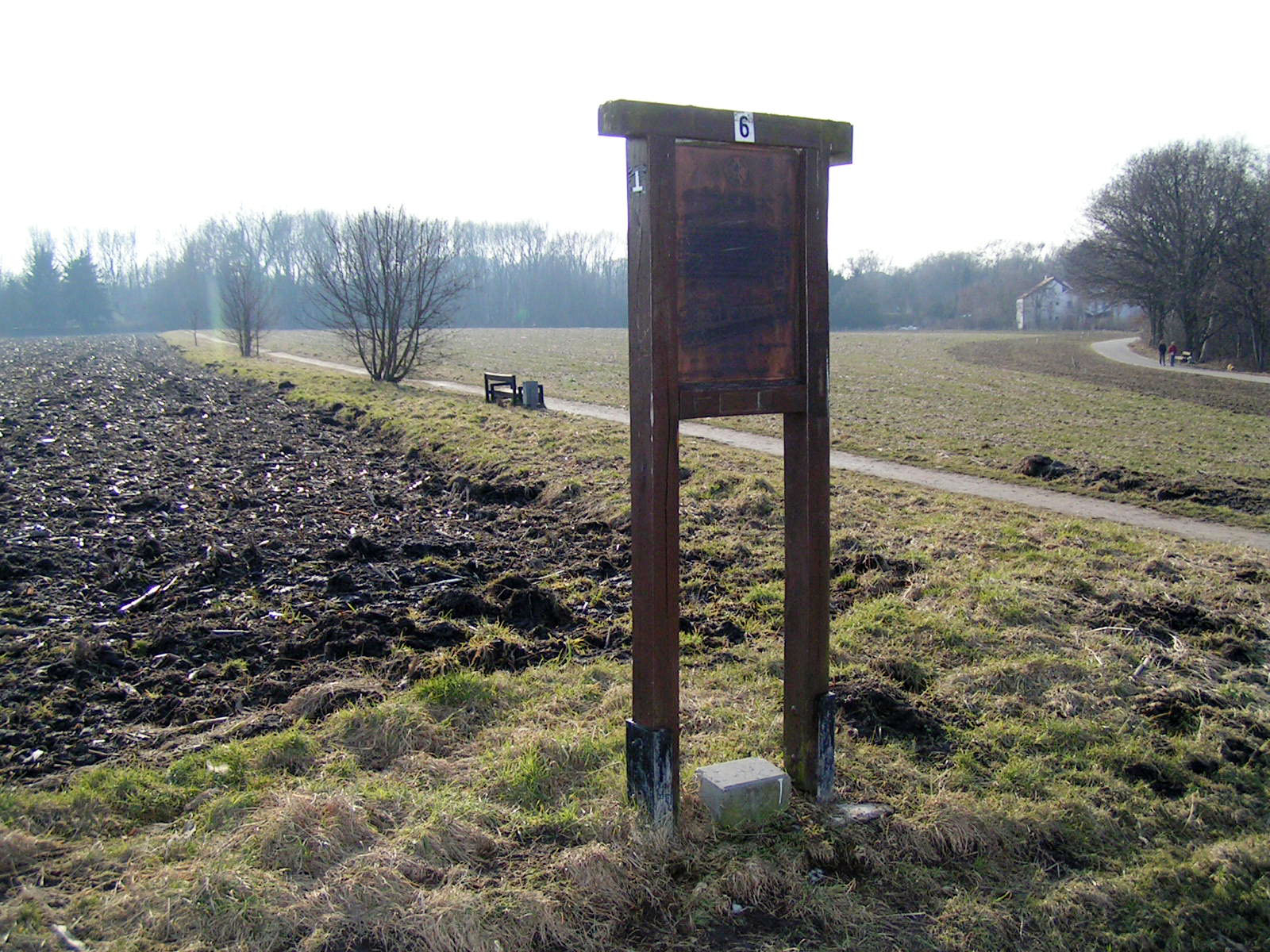
Der Wanderweg bei Eppendorf an der ehemaligen Pferdebahn mit der alten Tafel, 2006

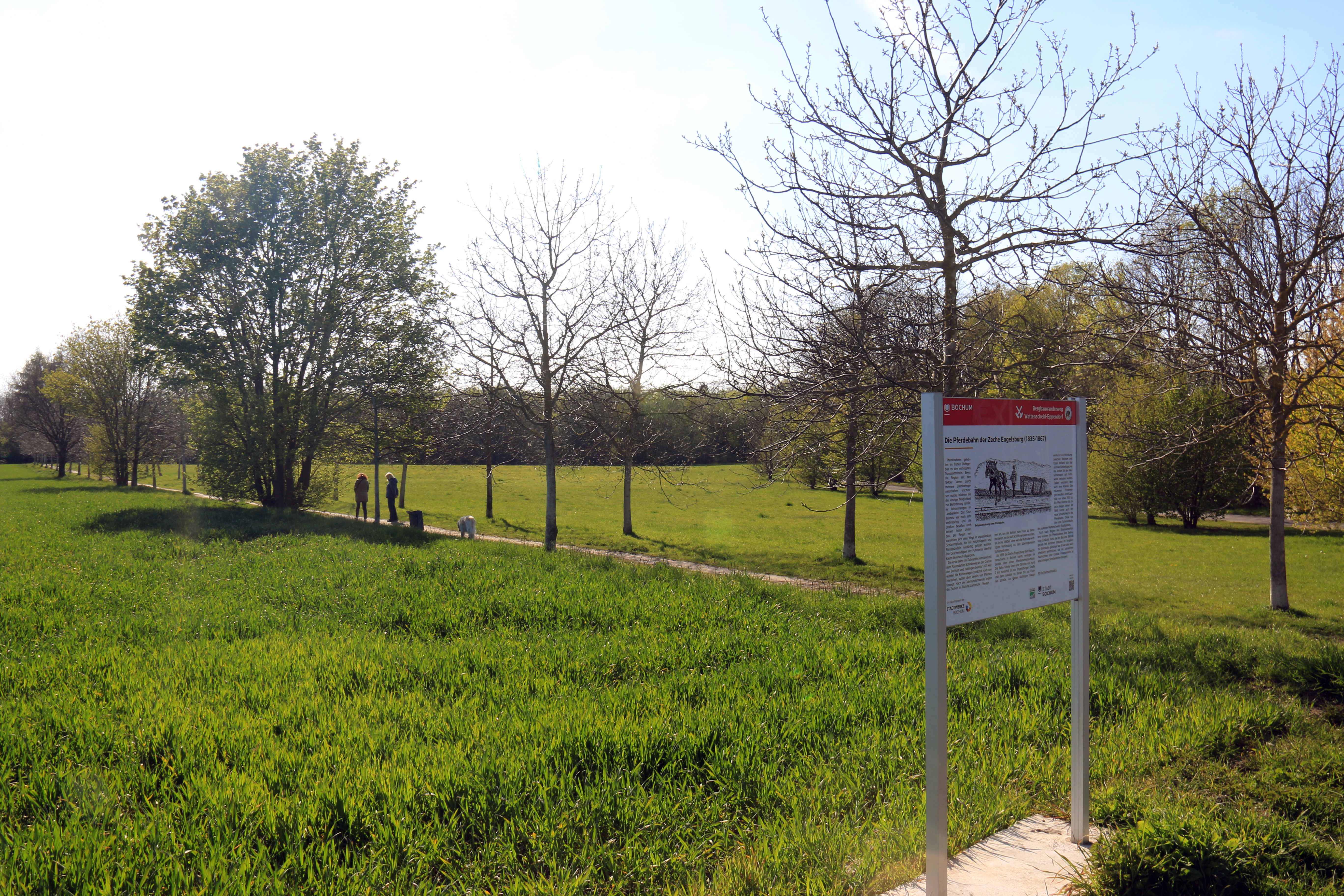
Die neue Tafel für die Pferdebahn, 2021

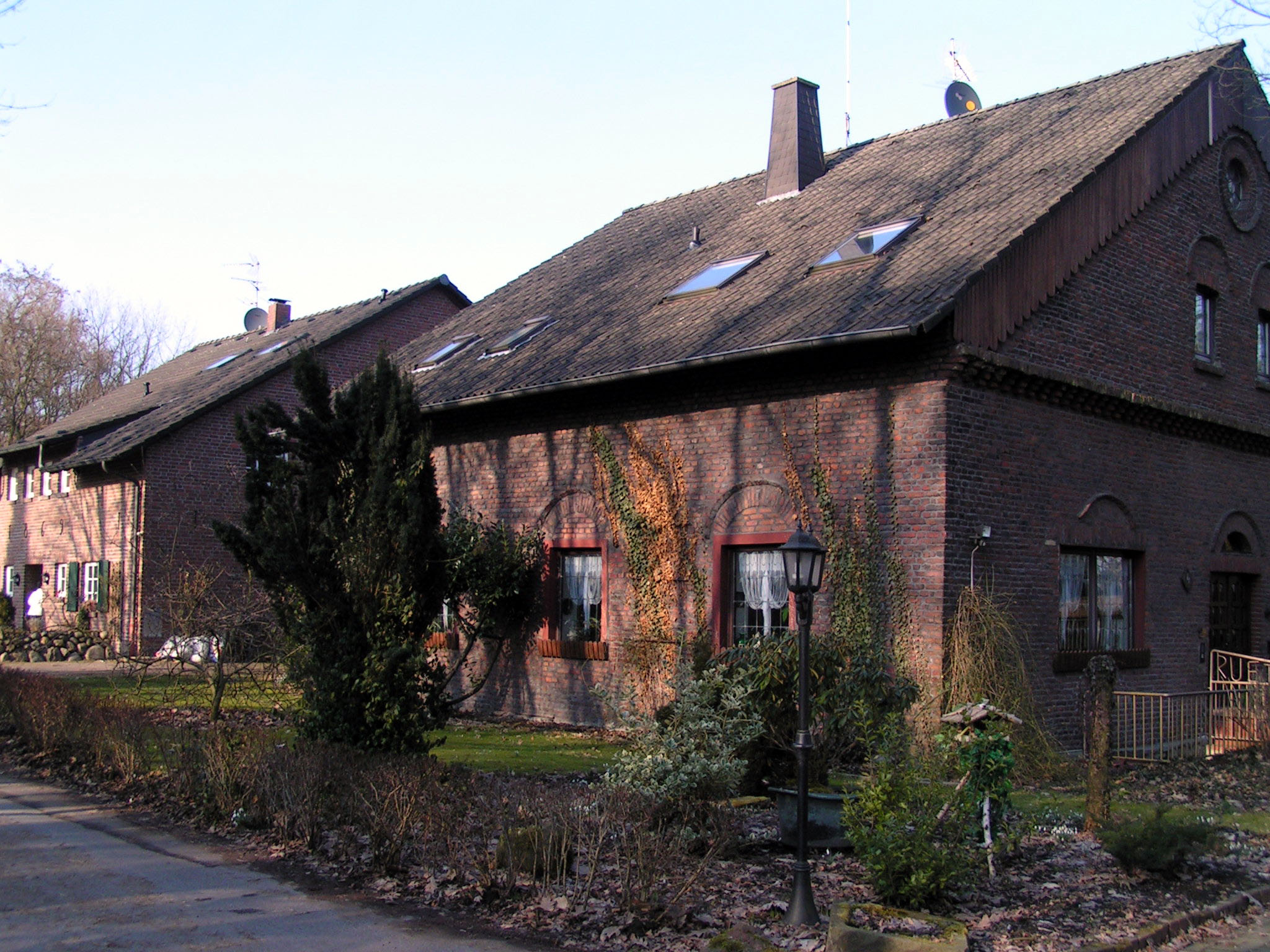
Ehemalige Maschinenhäuser Schacht Hector, 2006

Der Bergbauwanderweg Wattenscheid ist ein Bergbauwanderweg über den Ruhrbergbau in Wattenscheid-Eppendorf und Wattenscheid-Höntrop. Er erschließt verschiedene Standorte des Bergbaus aus den Jahren 1738 bis 1961.
Die Initiative des Eppendorfer Heimatvereins wurde von der RAG Aktiengesellschaft, der NRW-Stiftung, der Fachhochschule Georg Agricola und der Deutsche Montan Technologie unterstützt. Die Schautafeln wurden von der Revierarbeitsgemeinschaft für kulturelle Bergmannsbetreuung in Herne angefertigt. Am 11. Oktober 1992 wurde der Weg eingeweiht. Er war 4,8 km lang. Der Startpunkt war an dem Parkplatz an der Realschule Höntrop. Dort gab es eine alte Übersichtstafel und einen Ruhrsandsteinquader des Malakowturm der Zeche Marianne (umgangssprachliche Bezeichnung der Zeche Maria Anna & Steinbank).
1998 traten Probleme auf, weil Teile des Wanderweges auf privatem Gelände plötzlich gesperrt wurden. Dieses Problem war auch nach Jahren nicht gelöst, zusätzlich sind andere Abschnitte des Weges durch Neubaugebiete verloren gegangen. Auch ein Großteil der Wegweiser und Infotafeln waren nicht mehr lesbar oder gestohlen worden.
Der Weg wurde ab 2018 erneuert. Die Texte wurden in einer zeitgemäßeren Form gebracht. Auch wurden sechs weitere Tafeln erstellt. Die Wegeführung wurde aufgrund der oben genannten Probleme neu gestaltet, dabei wurde der Weg auch in einen Eppendorfer Teil und einen Höntroper Teil unterteilt. Der größte Teil der Tafeln wurde im Dezember 2020 der Öffentlichkeit übergeben. Einige Tafeln waren zu diesem Zeitpunkt noch nicht aufgestellt.
Die Tafel der Zeche Maria Anna & Steinbank, Schacht 4 ist auf der Übersichtskarte an dem Standort der Zeche und des Höntroper Lochs eingezeichnet. Sie steht allerdings an dem alten Startpunkt am Parkplatz an der Höntroper Straße und ist somit ohne jeglichen örtlichen Zusammenhang mit dem Inhalt der Tafel.

## Schautafeln und Standorte des neu gestalteten Weges
- Startpunkt Talstraße, Ecke Höntroper Straße (Übersichtstafel)

Rundgang durch Eppendorf (im Uhrzeigersinn)
1. Industrielandschaft
2. Zechenbahnbrücke Maria Anna & Steinbank
3. Stollen Storksbank (1740–1833)
4. Werks- und Anschlussbahnen
5. Zeche Vereinigte Engelsburg (1829–1961)
6. Die Pferdebahn der Zeche Engelsburg (1835–1867)
7. Der Maschinenschacht der Zeche Vereinigte Engelsburg (1835–1845)
8. Schacht Hector der Zeche Vereinigte Engelsburg (1845–1867)
9. Storksbank Oberstollen (1735–?)

Rundgang durch Höntrop (im Uhrzeigersinn)
1. Bergarbeitersiedlung Eppendorf der Zeche Maria Anna & Steinbank (1872–1969)
2. Seilbahn zwischen den Zechen Maria Anna & Steinbank 3 und Hasenwinkel (1891–1905)
3. Bergehalde der Zeche Maria Anna & Steinbank, Schacht 3 (1858–1904?)
4. Geologie des Ruhrkarbons
5. Horster Erbstollen
6. Zeche Maria Anna & Steinbank, Schacht 1 (1850–1871)
7. Zeche Maria Anna & Steinbank, Schacht 2 (1853–1878)
8. Zeche Maria Anna & Steinbank, Schacht 3 (1858–1904)
9. Villa Baare
10. Zeche Maria Anna & Steinbank, Schacht 4 (1871–1904)

Eine weitere Tafel steht vor dem Betriebsgelände der BOGESTRA an der Essener Straße, wo der Standpunkt der Zeche Engelsburg war.
- Zeche Vereinigte Engelsburg (1829–1961)